# فرانكي كينت
فرانكي كينت (بالإنجليزية: Frankie Kent)‏ (21 نوفمبر 1995 في المملكة المتحدة - ) هو لاعب كرة قدم بريطاني في مركز الدفاع. لعب مع كولتشستر يونايتد.

## وصلات خارجية
- فرانكي كينت على موقع الاتحاد الأوربي (الإنجليزية)
- فرانكي كينت على موقع قاعدة بيانات كرة القدم.إي يو (الإنجليزية)
- فرانكي كينت على موقع Soccerbase.com (لاعب) (الإنجليزية)